# آنسالدو ای-۳۰۰
آنسالدو ای-۳۰۰ (به انگلیسی: Ansaldo_A.300) یک هواگرد ملخ‌پیشین تک‌موتوره از نوع شناسایی ساخت شرکت Gio. Ansaldo & C. است. هواگرد آنسالدو ای-۳۰۰ نخستین پروازش را در ۱۹۱۹ میلادی انجام داد. در مجموع، تعداد ~۸۵۰ فروند از این هواگرد ساخته شده‌است.